# Produktivitetsfaktor
Produktivitetsfaktor er en handling eller en ændring af et forhold eller en arbejdsgang som resulterer i et – forventet – mindre forbrug af produktionsfaktorerne.
En virksomhed kan eksempelvis aftale med sine leverandører, at de skal opretholde et bufferlager. Hvorvidt dette er en produktivitetsforbedring afhænger af, om leverandøren samtidigt tager ekstra betaling for dette – og i hvor høj den i givet fald er. Hvis der ikke tages ekstra betaling for omlægningen kan effekten evt. være lavere produktivitet hos leverandøren, idet kapitalbinding i lagrene må øges. Denne må øges mest, hvis der er tale om kundespecifikke produkter – dvs leverandøren sælger ikke varerne til andre kunder.
Hvis varerne også sælges til andre kunder, kan der opnås en vis stordriftsfordel/skalafordel. Det kan betyde, at der kan arbejdes med en kortere genbestillingscyklus og dermed mindre sikkerhedslager.
Leverandøren skal imidlertid foretage en vis udvidelse af lagerbeholdningen, men formentlig noget mindre end virksomheden selv. Spørgsmålet er så, om den pris, leverandøren vil have for at påtage sig bufferlageropgaven, er mindre end den omkostning, som virksomheden selv vil have ved at beholde bufferlageret.